# ヴィクトル・アファナシェフ
ヴィクトル・ミハイロヴィチ・アファナシェフ（Viktor Mikhaylovich Afanasyev、ロシア語:Виктор Михайлович Афанасьев、1948年12月31日　-　）は、ロシア空軍の軍人、ガガーリン宇宙飛行士訓練センターの宇宙飛行士である。1948年12月31日にブリャンスクで生まれた。1952年生まれのエレーナ・アファナシェフと結婚しており、2人の子供がいる。父のミハイル・アファナシェフは既に死去している。母のマリア・アファナシェフはメルクリエボに住んでいる。趣味はフットボール、水泳、旅行等である。

## 教育
カチンスコエ軍事パイロット学校を1970年に卒業すると、モスクワのオルジョニキゼ航空学校を1980年に卒業した。

## 受賞など
ソ連邦英雄を受章している。

## 経験
1970年から1976年まで、ロシア空軍でパイロットとして活躍した。1976年から1977年までテストパイロット訓練センターに通った。1977年から1988年までヴァレリー・チカロフの名前にちなんだ州立研究施設でテストパイロットとして働いた。アファナシェフは、軍のテストパイロットのクラス1の資格の所持者であり、40種類以上の飛行機で2000時間以上の飛行経験を持つ。

### ガガーリン宇宙飛行士訓練センター
1985年から1987年まで、アファナシェフはガガーリン宇宙飛行士訓練センターで宇宙飛行の基礎的な訓練を受けた。1988年には応用の訓練に進み、1989年2月にはミール第7期長期滞在クルーのバックアップとしてミールへ搭乗するための訓練を受けた。
彼は1990年12月2日から1991年5月26日にかけてソユーズTM-11でミールを来訪、ミール第8期長期滞在クルーの機長として初めての宇宙飛行を行い、175日間宇宙に滞在した。ミッションでは、日本（秋山豊寛）とイギリス（ヘレン・シャーマン）との合同飛行等が行われた。合計20時間55分に及ぶ4度の宇宙遊泳も行った。
1994年1月8日から7月9日まで、アファナシェフはソユーズTM-18でミール第15期長期滞在クルーのミッションに参加した。
1996年10月から1998年1月まで、アファナシェフはミール第25期長期滞在クルーのための訓練を受けた。このミッションにはフランス国立宇宙研究センターのプログラムも含まれていた。
1998年3月からはミール第27期長期滞在クルーの訓練を開始し、1999年2月20日から8月28日までミールで189日間を過ごし、3度の宇宙遊泳を行った。
アファナシェフは3度の長期滞在ミッションで、宇宙滞在合計時間は545日を越える。宇宙遊泳は7回で、合計38.55時間である。彼はクラス1の宇宙飛行士の資格を得ている。
2001年、ISSタクシー1のバックアップに選ばれた。